# 恋水りのあ
恋水 りのあ(こいみず りのあ、1982年 - )は日本のAV女優。明日香の名でも活動。

## 略歴
2004年頃にAVデビュー。母乳女優。

## 作品

### アダルトビデオ
- 溜池ゴロー五周年記念 大総集編 8時間 上巻	溜池ゴロー
- ハメ撮りパンストマニア必見 VOL..01	BUMPエンターテイメント
- 監禁 母乳凌辱奴隷ベスト	溜池ゴロー
- 超スーパー巨乳 4時間	Shuffle
- フェラチオ列伝	実録出版
- 恥悦露出SP.05	プールクラブ・エンタテインメント
- プールクラブのリモバイ恥女6	プールクラブ・エンタテインメント
- 乳とろニクス 母乳を噴き出す、濡れぬれ熟女を揉みごろし。 恋水りのあ	ZONE
- 巨乳悦楽SP.9	プールクラブ・エンタテインメント
- 極太拡張マニア 壮絶フィストファック	ワンズファクトリー
- ああ！！母さん僕の魚肉ソーセージを食べてください4時間スペシャル 1	フラットコーポレーション
- アナル舐め列伝 第二集	実録出版
- アナル舐め列伝 第一集	実録出版
- 母乳奥様 授乳プレイコレクション 3	アロマ企画
- 麗しの母乳セレブたち 3	アロマ企画
- 監禁 乳房凌辱奴隷 恋水りのあ	溜池ゴロー
- フィストファック 恋水りのあ	ワンズファクトリー
- 美尻巨尻 肛門列伝 第一集	実録出版
- プールクラブの聖水恥女 II	プールクラブ・エンタテインメント
- 美尻巨尻 騎乗位列伝 第一集	実録出版
- 秘書BEST 上司を立てる巨乳たち	ビースバル
- 実録出版噴出顔射列伝第二集	実録出版
- 淑熟女 熟女6人の絶頂ハメ撮り 第一幕	フォーエバー
- 母乳クラブ・酒井楓with恋水りのあ [VOL.01/母乳3P責め編]	ワープエンタテインメント
- 私は痴女 3時間DX	クリスタル映像
- HOLSTEIN 恋水りのあ	ディープス
- 手コキ総集編 ～私たちのHなテクニックを堪能してね～	ディープス
- おんなのこのおなにー 6	ディープス